# ای‌آرای گل‌سرخ‌سانان (پی-۴۲)
ای‌آرای گل‌سرخ‌سانان (پی-۴۲) (به انگلیسی: ARA Rosales (P-42)) یک کشتی است که طول آن ۹۱٫۲ متر (۲۹۹ فوت) می‌باشد. این کشتی در سال ۱۹۸۳ ساخته شد.